# سجاف‌بندی

پرچم بریتانیا شامل یک صلیب سرخ متقارن با سجاف‌بندی سفیدرنگ بر روی زمینه آبی، همراه با یک صلیب ضربدری با الگوبندی وارونه سرخ و سفید.

پرچم آفریقای جنوبی شامل سجاف‌بندی زرد و سفید.

در طراحی پرچم و نشان خانوادگی، به قرار دادن نوارهای باریک سفید یا رنگین به‌دور نمادها و نگاره‌های روی پرچم و نشان، سِجاف‌بندی یا پَروَزبندی گفته می‌شود.
قرار دادن این نوارها در طرح معمولاً به این منظور است که نماد یا نگاره چشمگیرتر و برجسته‌تر دیده شود. گاه نیز اصل سازگاری رنگ‌ها باعث می‌شود که طراح حس کند در طرح خود نیاز به سجاف‌بندی دارد.
قرار دادن حاشیه‌های رنگی بیشتر در دو سو یا همه پیرامون نمادها انجام می‌شود اما استثناهایی هم وجود دارد که سجاف (حاشیه) تنها در یک سوی نماد رسم می‌شود. از استثناهای کم‌یاب دیگر این است که در حاشیه‌بندی به جای یک نوار باریک از دو نوار استفاده شود.